# Stasimopus caffrus
Espèce
Synonymes
- Actinopus caffrus C. L. Koch, 1842

Stasimopus caffrus est une espèce d'araignées mygalomorphes de la famille des Stasimopidae.

## Distribution
Cette espèce est endémique d'Afrique du Sud,.

## Systématique et taxinomie
Cette espèce a été décrite sous le protonyme Actinopus caffrus par C. L. Koch en 1842. Elle est placée dans le genre Stasimopus par Simon en 1892.

## Publication originale
- C. L. Koch, 1842 : Die Arachniden. Nürnberg, vol. 9, p. 57-108 (texte intégral).